# Löwenheim-getal
In de wiskundige logica is het Löwenheim-getal van een abstracte logica het kleinste kardinaalgetal, waarvoor de zwakke neerwaartse stelling van Löwenheim-Skolem geldt. Het Löwenheim-getal is vernoemd naar de Duitse wiskundige Leopold Löwenheim, die bewees dat het Löwenheim-getal bestaat voor een zeer brede klasse van logica's.

## Voetnoten
1. 1 2  (en)  Zhang 2002, blz. 77